# Tân Túc
Tân Túc là thị trấn huyện lỵ của huyện Bình Chánh, Thành phố Hồ Chí Minh, Việt Nam.

## Địa lý
Thị trấn Tân Túc nằm ở trung tâm huyện Bình Chánh, cách trung tâm Thành phố Hồ Chí Minh 18 km về phía tây nam, có vị trí địa lý:
- Phía đông giáp xã An Phú Tây
- Phía tây giáp tỉnh Long An
- Phía nam giáp xã Tân Quý Tây và xã Bình Chánh
- Phía bắc giáp xã Tân Nhựt và xã Tân Kiên.

Thị trấn có diện tích 8,55 km², dân số năm 2021 là 24.072 người,  mật độ dân số đạt 2.815 người/km².

## Lịch sử
Trước đây, Tân Túc là một xã thuộc huyện Bình Chánh. Tuy nhiên, huyện lỵ huyện Bình Chánh lúc bấy giờ đặt tại thị trấn An Lạc. Ngày 5 tháng 11 năm 2003, Chính phủ ban hành Nghị định 130/2003/NĐ-CP. Theo đó, tách một phần diện tích và dân số của huyện Bình Chánh để thành lập quận Bình Tân, bao gồm thị trấn An Lạc; đồng thời thành lập thị trấn Tân Túc, thị trấn huyện lỵ mới của huyện Bình Chánh trên cơ sở toàn bộ 856,41 ha diện tích tự nhiên và 10.939 người của xã Tân Túc.